# ميس بالنسي
ميس بالنسي (الاسم العلمي:Celtis balansae) هو نوع من النباتات يتبع جنس الميس من الفصيلة القنبية.